# Gringelstad
Gringelstad är en småort i Köpinge distrikt i Kristianstads kommun i Skåne län, belägen cirka tolv kilometer söder om Kristianstad.

## Befolkningsutveckling
| Befolkningsutvecklingen i Gringelstad 1990–2015 | Befolkningsutvecklingen i Gringelstad 1990–2015 | Befolkningsutvecklingen i Gringelstad 1990–2015 | Befolkningsutvecklingen i Gringelstad 1990–2015 | Befolkningsutvecklingen i Gringelstad 1990–2015 |
| ----------------------------------------------- | ----------------------------------------------- | ----------------------------------------------- | ----------------------------------------------- | ----------------------------------------------- |
|                                                 |                                                 |                                                 |                                                 |                                                 |
| År                                              |                                                 |                                                 | Folkmängd                                       | Areal (ha)                                      |
| 1990                                            | 1990                                            |                                                 | 101                                             | 25#                                             |
| 1995                                            | 1995                                            |                                                 | 120                                             | 26#                                             |
| 2000                                            | 2000                                            |                                                 | 117                                             | 26#                                             |
| 2005                                            | 2005                                            |                                                 | 123                                             | 30#                                             |
| 2010                                            | 2010                                            |                                                 | 140                                             | 35#                                             |
| 2015                                            | 2015                                            |                                                 | 148                                             | 50#                                             |
| Anm.: # Som småort.                             |                                                 |                                                 |                                                 |                                                 |